# Гладков, Александр Васильевич
Алекса́ндр Васи́льевич Гладко́в (22 июня 1902 года, Симферополь, Таврическая губерния, Российская империя — 3 апреля 1969 года, Москва, РСФСР, СССР) — советский военный деятель, генерал-майор (3.06.1944). Герой Советского Союза (6.04.1945).

## Начальная биография
Александр Васильевич Гладков родился 22 июня 1902 года в городе Симферополе Таврической губернии в семье рабочего.
До службы в армии работал печатником в типографии в городе Омск.

## Военная служба

### Первая мировая война
В августе 1916 года добровольцем зачислен в Русскую императорскую армию. В Первой мировой войне воевал в команде разведчиков 435-го пехотного Ямбургского полка 109-й пехотной дивизии под Ригой. После Октябрьской революции в ноябре 1917 года был демобилизован и уехал в Туркестан.

### Гражданская война
15 марта 1918 года добровольно вступил в РККА в крепости Наманган и был зачислен в 1-ю крепостную Наманганскую роту. Летом 1918 года в составе отряда под командованием тов. Шкарлупы рядовым бойцом сражался с белоказаками атамана А. И. Дутова в районе ст. Чашкан Оренбургской области и под Актюбинском, затем продолжил службу в Наманганской крепости.
В мае 1919 года был зачислен курсантом на Ферганские областные курсы комсостава. В составе отряда Наманганской крепости и Ферганских курсов сражался против басмачей в Ферганской области. С сентября 1919 года, после окончания курсов, проходил службу в 1-м Семиреченском экспедиционном отряде и 1-м Семиреченском кавалерийском полку в должностях инструктора и помощником начальника пулеметной команды.
С января 1920 года был помощником начальника пулеметной команды во 2-м Семиреченском кавалерийском полку. В составе этих частей принимал участие в ликвидации бандитизма в Семиречье. С мая 1920 года — курсант 15-х Алма-Атинских кавалерийских командных курсов. В их составе боролся с бандами Ибрагим-бека в Ферганской области, под Самаркандом и Бухарой.

### Межвоенное время
В октябре 1922 года окончил курсы и был направлен в 1-ю Конную армию, где назначается командиром взвода в 27-й Быкадоровский кавалерийский полк 2-й Ставропольской кавалерийской дивизии им. М. Ф. Блинова. С февраля 1923 года проходил службу командиром взвода и помощником командира эскадрона в дивизионной школе младшего комсостава.
В мае 1924 года переведен командиром эскадрона в 26-й Белозерский кавалерийский полк 5-й Ставропольской кавалерийской дивизии им. М. Ф. Блинова. В составе отряда от полка в июне — июле принимал участие в ликвидации бандитизма в Терской области.
С мая 1925 года проходил службу в 75-м кавалерийском полку 5-й отдельной Кубанской кавалерийской бригады командиром эскадрона, помощником начальника и начальником полковой школы, врид помощником командира полка по строевой части. С октября 1926 по август 1927 года находился на кавалерийских КУКС, после которых вернулся в полк и был назначен начальником и политруком полковой школы. С августа 1928 года исполнял должности помощника начальника штаба и врид начальника штаба 75-го кавалерийского полка 5-й отдельной Кубанской кавалерийской бригады, входившей в это время в Забайкальскую группу войск ОКДВА. С июля 1929 по январь 1930 года врид начальника штаба полка участвовал в боях на КВЖД.
В апреле 1931 года приказом по армии он назначается начальником штаба 87-го кавалерийского Забайкальского полка 9-й отдельной кавалерийской бригады, а с февраля 1934 года командовал этим полком. В марте 1937 года майор Гладков переводится командиром и комиссаром 54-го казачьего моторизованного полка 12-й кавалерийской дивизии.
С 12 октября 1937 по 27 мая 1939 года находился под следствием органов НКВД, затем состоял в распоряжении Управления по начсоставу РККА. В июле назначается преподавателем тактики кавалерийских КУКС РККА СКВО, а 29 июля 1940 года — командиром 18-го мотострелкового полка 18-й танковой дивизии 7-го механизированного корпуса МВО.

### Великая Отечественная война
С началом войны дивизия в составе того же корпуса входила в 20-ю армию резерва Ставки ГК. С начала июля она действовала на Западном фронте, участвуя в оборонительных боях на рубеже рек Западная Двина и Днепр, прикрывая направление Борисов, Смоленск, Ярцево. С 6 по 8 июля 1941 года полк полковника Гладкова в составе дивизии участвовал в контрударе фронта из района севернее города Орша в направлении на город Сенно во фланг 3-й танковой группы противника, затем отходил на Смоленск. 12 июля в районе м. Любавичи полковник Гладков был ранен и эвакуирован в тыл.
1 сентября 1941 года назначается командиром 112-й мотострелковой дивизии, которая в составе 16-й армии Западного фронта вела оборонительные бои в районе Ярцево. В ходе Вяземской оборонительной операции её части попали в окружение южнее Вязьмы. 25 октября 1941 года полковник Гладков вступил в командование 129-й мотострелковой дивизией, также находившейся в окружении. К 23 ноября 1941 года дивизии удалось вырваться из кольца. В связи с тем, что она понесла большие потери в личном составе, дивизия была расформирована, а полковник Гладков направлен командиром 100-й кавалерийской дивизии в САВО. Начал её формирование в г. Самарканд. Однако 12 марта 1942 года её формирование было прекращено.
В апреле полковник Гладков был назначен преподавателем тактики кавалерийских КУКС в Москве, а с мая исполнял должность руководителя учебной группы этих курсов. В августе переведен заместителем командира 63-й кавалерийской дивизии Закавказского фронта. До 20 сентября дивизия в составе 46-й армии обороняла перевалы Главного Кавказского хребта, затем была выведена на пополнение в район Зугдиди. С 18 по 22 октября дивизия была передислоцирована на ст. Червленная, где вошла в состав 44-й армии Северной группы войск Закавказского фронта. 28 октября полковник Гладков получил тяжелую контузию. До апреля 1943 года находился на лечении в госпитале, затем состоял в распоряжении командующего кавалерией Красной армии.
В августе 1943 года он был назначен командиром 112-й стрелковой дивизии. В составе 60-й армии Центрального, а с 6 октября Воронежского (с 20 октября — 1-го Украинского) фронтов участвовал в освобождении Левобережной Украины, Черниговско-Припятской наступательной операции, битве за Днепр, Киевских наступательной и оборонительной операциях. В ходе наступления 31 августа её части овладели г. Рыльск. В ознаменование одержанной победы ей было присвоено почетное наименование «Рыльская», а за содействие во взятии г. Коростень — «Рыльско-Коростеньская» (18.11.1943). С января 1944 года дивизия вошла в состав 13-й армии 1-го Украинского фронта и участвовала в Житомирско-Бердичевской, Проскуровско-Черновицкой, Ровно-Луцкой наступательных операциях, в боях по ликвидации львовско-бродской группировки противника, в Львовско-Сандомирской наступательной операции, в тяжелых оборонительных боях на сандомирском плацдарме. За образцовое выполнение заданий командования в боях она была награждена орденами Суворова 2-й ст. (7.2.1944) и Красного Знамени (9.8.1944). С 12 января 1945 года дивизия с сандомирского плацдарма перешла в наступление, прорвала глубоко эшелонированную оборону противника в районе западнее Курозвенки и перешла к его преследованию. Её части успешно форсировали реки Чарна-Нида, Бобжа, Пилица, Варта и освободили 238 нас. пунктов, уничтожив большое количество солдат и офицеров противника, 33 танка и захватив много трофеев. 26 января 1945 года передовой отряд дивизии с ходу форсировал р. Одер, захватил плацдарм на её западном берегу и удерживал его до подхода главных сил. В этих боях 27 января генерал-майор Гладков был тяжело ранен, вследствие чего потерял ногу.
Указом Президиума Верховного Совета СССР от 6 апреля 1945 года за успешное руководство воинским соединением и проявленные при этом мужество и героизм генерал-майору Александру Васильевичу Гладкову присвоено звание Героя Советского Союза с вручением ордена Ленина и медали «Золотая Звезда» (№ 7116).

### Послевоенная карьера
После войны генерал-майор Гладков до января 1946 г. находился на лечении в госпитале, затем состоял в распоряжении ГУК. В августе 1946 года был назначен начальником Автомобильной базы Главного штаба Сухопутных войск. Руководил автобазой МО до июня 1952 года. 30 декабря 1952 года уволен в запас.
Жил и работал в Москве. Умер 3 апреля 1969 года. Похоронен на Ваганьковском кладбище (37 уч.).

## Награды
- Герой Советского Союза (6 апреля 1945, медаль «Золотая Звезда» № 7116)[3];
- Два ордена Ленина (6 апреля 1945[3], 21 февраля 1945[4]);
- Шесть орденов Красного Знамени (31 декабря 1941[5], 20 сентября 1943[6], 27 июля 1944[7], 3 ноября 1944[8], 24 июня 1948[9], 28 октября 1967);
- Орден Суворова II степени (17 октября 1943)[10][11];
- Медаль «За оборону Москвы»;
- Медаль «За оборону Кавказа»;
- Другие медали СССР